# Guglielmo Gatti
Guglielmo Gatti (geboren am 29. September 1905 in Rom; gestorben am 2. September 1981 ebenda) war ein italienischer Klassischer Archäologe.
Guglielmo Gatti entstammte als Sohn von Edoardo Gatti und dessen Ehefrau Giulia Giuliani einer Familie Klassischer Archäologen. Bereits sein Großvater Giuseppe Gatti, verheiratet mit einer Nachfahrin Berninis, war ein bedeutender Archäologe und Epigraphiker.
Gatti nahm zunächst ein Ingenieurstudium auf, das er nach dem frühen Tod seines Vaters 1928 aufgab, um seine Familie unterstützen zu können. Als technischer Zeichner trat er eine Stelle bei der Soprintendenza alle Antichità di Roma, dann bei der Verwaltung der Stadt Rom an. An der Universität „La Sapienza“ in Rom erwarb er die Laurea in Lettere antiche mit einer Arbeit über das Marsfeld. In der Folge führte ihn seine Karriere bis zur Soprintendenz für die Museen, Monumente und Ausgrabungen bei der „X Ripartizione del Comune di Roma“. In seiner wissenschaftlichen Arbeit konzentrierte sich Gatti auf die Topographie des antiken Rom. Hier leistete er bedeutende Arbeit, die das Verständnis der Monumente Roms und ihre Lokalisierung zum Teil revolutionierte. Noch 2009 wurde auf Grundlage des von Gatti erstellten Materials das Athenäum Kaiser Hadrians bei der Piazza Venezia entdeckt.
Zusammen mit Gianfilippo Carettoni, Antonio Colini und Lucos Cozza gab er 1960 die Neuausgabe der Forma Urbis Romae, des berühmten marmornen Stadtplans aus der Zeit des Septimius Severus, heraus. Für seine Verdienste erhielt Gatti, der ab 1950 Mitglied der Pontificia Accademia Romana di Archeologia war, die Libera Docenza für die Topographie Roms an der Universität „La Sapienza“. Im Jahr 1983 wurde ein Largo entlang der Via dei Fori Imperiali nach ihm benannt. Das Familienarchiv der drei Archäologengenerationen der Gattis vermachte er dem italienischen Staat. Heute wird es im „Archivio Centrale dello Stato“ aufbewahrt. Seine kleineren Schriften wurden 1989 in einem Sammelband neu herausgegeben.

## Schriften (Auswahl)
- Le donne nella vita e nell’arte di Gabriele d’Annunzio. Guanda, Modena 1951.
- Vita di Gabriele d’Annunzio. Sansoni, Florenz 1956.
- mit Gianfilippo Carettoni, Antonio Colini, Lucos Cozza: La pianta marmorea di Roma antica. Forma urbis Romae. Danesi, Rom 1960.
- Ara Pacis Augustae. Ediz. del Tritone, Rom 1970.
- Topografia ed edilizia di Roma antica. Ristampa anastatica di tutti gli articoli di Guglielmo Gatti. Herausgegeben von Carlo Buzzetti und Giuseppina Pisani Sartorio. „L’Erma“ di Bretschneider, Rom 1989.